# Internationaal Volkssportverbond
Het Internationaal Volkssportverbond afgekort IVV, (Duits: Internationaler Volkssportverband), (Engels: International Federation of Popular Sports) is een internationale sportfederatie.

## Geschiedenis
De organisatie werd opgericht te Lindau in 1968 door clubs uit Duitsland, Liechtenstein, Oostenrijk en Zwitserland.
In 2020 waren er meer dan 40 landen lid, waaronder Nederland, Duitsland en België.

## Aangesloten leden
- België: Belgisch Volkssport Verbond / Fédération Belge de Marche Populaire (BVV/FBMP)
  - Vlaanderen: Wandelsport Vlaanderen vzw
  - Wallonië: Fédération Francophone Belge de Marches Populaires (FFBMP)
- Canada: Canadian Volkssport Federation / La Fédération Canadienne Volkssport (FCV)
- Denemarken: Dansk Motions Forbund (DMF)
- Duitsland: Deutscher Volkssportverband (DVV)
- Finland: Suomen Latury
- Frankrijk: Fédération Française des Sports Populaires (FFSP)
- Griekenland: Volkssport Association Greece
- Groot-Brittannië: British Walking Federation
- Hongarije: Komárom Esztergom Megyei Természetbarát Szovetseg
- IJsland: Sport for All Iceland
- Italië: Federazione Italiana Amatori Sport Populari (FIASP)
  - Zuid-Tirol: Südtiroler Volkssportverband (SVV)
- Japan: Japanese Volkssport Association (JVA)
- Luxemburg: Fédération Luxernbourgeoise de Marche Populaire (FLMP)
- Nederland: Nederlandse Federatie voor Volkssport (NFV)
- Noorwegen: Norges Folkesportforbund (NFF)
- Oostenrijk: Österreichischer Volksportverband (ÖVV)
- Polen: Polska Federacja Popularyzacy Turystyki (PFPT)
- Slovakije: Klub Stovenských Turistov (KST)
- Tsjechië: Klub Českých Turistú (KČT)
- Turkije: Tarim Mahallesi (TM)
- Verenigde Staten: American Volkssport Assocation (AVA)
- Zuid-Korea: Korea Athletics Promotion Association
- Zweden: Svenska Folksportförbundet (SFF)
- Zwitserland/Liechtenstein: Volkssportverband Schweiz-Liechtenstein (VSL)

## Varia
Men kan met een boekje na wandelen, fietstocht, zwemmen of na het skiën het aantal behaalde kilometers laten afstempelen. Na het behalen van genoeg kilometers of aantal tochten kan men de kaart opsturen, waarna men een beloning opgestuurd krijgt, meestal in vorm van een medaille. Ook krijgt men dan een nieuw boekje om de beloningen uit te breiden.